# Johnny Cardoso
João Lucas de Souza Cardoso (Denville, Nueva Jersey, Estados Unidos, 20 de septiembre de 2001), conocido como Johnny Cardoso, es un futbolista estadounidense de origen brasileño. Juega de centrocampista para el Atlético de Madrid de la Primera División de España.

## Trayectoria

### Internacional
Con paso por las inferiores del Avaí F. C. y el Criciúma E. C., entró a la inferior del S. C. Internacional en 2014.Debutó con el Inter el 15 de septiembre de 2019 en la victoria por 3-1 de visita contra el Atlético Mineiro en la Serie A.
Terminó su etapa en Porto Alegre, donde jugó 144 partidos, anotando siete goles, dando cinco asistencias y sin ganar ningún título.

### Etapa en España
En diciembre de 2023 fue traspasado al Real Betis Balompié de la Primera División de España, a cambio de seis millones de euros por el 80 % de sus derechos, para incorporarse en enero de 2024. El 21 de enero debutó, siendo titular y jugando 73 minutos en un partido de liga contra el F. C. Barcelona que terminó con una derrota por 2-4.
El 4 de febrero de 2025 amplió su contrato hasta 2030. Esa temporada fue titular habitual con 46 partidos disputados, marcando cuatro goles y dando una asistencia. Ayudó al equipo a terminar subcampeón de la Liga Conferencia y se clasificaron para la Liga Europa después de finalizar en sexto lugar en la Liga española.
El 16 de julio de 2025 abandonó el conjunto verdiblanco para fichar por el Atlético de Madrid, con el que firmó por cinco años.

## Selección nacional
Fue internacional con la selección de Estados Unidos sub-23 desde 2019.El 12 de noviembre de 2020 debutó con la absoluta en un amistoso ante Gales que finalizó en empate a cero.

## Estadísticas
Actualizado al último partido disputado el 28 de mayo de 2025.
| Club                         | Div.          | Temporada     | Liga  | Liga  | Estatal | Estatal | Copas nacionales | Copas nacionales | Copas internacionales | Copas internacionales | Total | Total |
| Club                         | Div.          | Temporada     | Part. | Goles | Part.   | Goles   | Part.            | Goles            | Part.                 | Goles                 | Part. | Goles |
| ---------------------------- | ------------- | ------------- | ----- | ----- | ------- | ------- | ---------------- | ---------------- | --------------------- | --------------------- | ----- | ----- |
| S. C. Internacional · Brasil | 1.ª           | 2019          | 1     | 0     | —       | —       | —                | —                | —                     | —                     | 1     | 0     |
| S. C. Internacional · Brasil | 1.ª           | 2020          | 13    | 0     | 4       | 0       | 1                | 0                | 3                     | 0                     | 21    | 0     |
| S. C. Internacional · Brasil | 1.ª           | 2021          | 27    | 0     | 4       | 1       | 2                | 1                | 1                     | 0                     | 34    | 2     |
| S. C. Internacional · Brasil | 1.ª           | 2022          | 24    | 3     | 10      | 0       | 1                | 0                | 4                     | 0                     | 39    | 3     |
| S. C. Internacional · Brasil | 1.ª           | 2023          | 22    | 2     | 12      | 0       | 4                | 0                | 11                    | 0                     | 49    | 2     |
| S. C. Internacional · Brasil | Total club    | Total club    | 87    | 5     | 30      | 1       | 8                | 1                | 19                    | 0                     | 144   | 7     |
| Real Betis Balompié · España | 1.ª           | 2023-24       | 17    | 1     | ―       | ―       | 0                | 0                | 2                     | 0                     | 19    | 1     |
| Real Betis Balompié · España | 1.ª           | 2024-25       | 28    | 3     | ―       | ―       | 3                | 0                | 15                    | 1                     | 46    | 4     |
| Real Betis Balompié · España | Total club    | Total club    | 45    | 4     | 0       | 0       | 3                | 0                | 17                    | 1                     | 65    | 5     |
| Atlético de Madrid · España  | 1.ª           | 2025-26       | 0     | 0     | ―       | ―       | 0                | 0                | 0                     | 0                     | 0     | 0     |
| Atlético de Madrid · España  | Total club    | Total club    | 0     | 0     | 0       | 0       | 0                | 0                | 0                     | 0                     | 0     | 0     |
| Total carrera                | Total carrera | Total carrera | 132   | 9     | 30      | 1       | 11               | 1                | 36                    | 1                     | 209   | 12    |
| 1. 2.                        |               |               |       |       |         |         |                  |                  |                       |                       |       |       |

## Vida personal
Nacido en Estados Unidos de padres brasileños, Cardoso se mudó a Brasil con su familia a temprana edad.

## Palmarés

### Títulos internacionales
| Título                          | Club           | Sede           | Año  |
| ------------------------------- | -------------- | -------------- | ---- |
| Liga de Naciones de la Concacaf | Estados Unidos | Estados Unidos | 2023 |
| Liga de Naciones de la Concacaf | Estados Unidos | Estados Unidos | 2024 |